# フレンヌ (ヴァル＝ド＝マルヌ県)
フレンヌ （Fresnes）は、フランス、イル＝ド＝フランス地域圏、ヴァル＝ド＝マルヌ県のコミューン。フレンヌ刑務所の所在地として知られている。

## 地理
パリ中心部から約12km離れており、ビエーヴル川が横断する。コミューンでは1985年より暖房用に地熱発電所を操業している。

## 交通
- 道路 - A6、A86、N20
- 鉄道 - RER C線シュマン・ダントニー駅

## 歴史
フレンヌはかつてFrènesまたはFrènes les Rungisと呼ばれていた。かつてはノートルダム大聖堂がフレンヌ領主であった。

## 姉妹都市
- ホムベルク (エフツェ)、ドイツ

## 関係者
- ジュリエット・グレコ（シャンソン歌手） - 若年期にゲシュタポによりフレンヌ監獄に一時捕らえられていた。